# Augusta de Prusse
La princesse Augusta de Prusse (Christine Friederike Auguste, le 1er mai 1780 – 19 février 1841) est une salonnière allemande et électrice consort de Hesse. Elle est la troisième fille et le cinquième enfant de Frédéric-Guillaume II de Prusse et Frédérique-Louise de Hesse-Darmstadt. Elle est la première épouse de Guillaume II de Hesse-Cassel. Augusta est une artiste peintre de talent. 

## Biographie
Le mariage de Augusta est politiquement organisé et malheureux. Augusta et Guillaume sont souvent en conflit les uns avec les autres, ce qui conduit à des confrontations agressives. En 1806, la Hesse est occupée par la France. Augusta est à Berlin avec ses enfants, et quand l'armée de Napoléon se dirige vers Berlin, elle est restée dans la capitale en raison de sa grossesse quand elle est prise par la France. Napoléon a mis des gardes autour de sa maison, et donne des ordres pour qu'elle ne soit pas perturbée. Avec la Hesse et la Prusse occupées et sa famille en exil, Augusta manque d'argent, et après la naissance, elle demande une rencontre avec Napoléon. Elle apparait devant lui, avec son bébé sur son bras et un de ses enfants par la main et lui demande une indemnité, qui est accordée.
Après la naissance de son dernier enfant en 1806, la relation entre Augusta et Guillaume est officieusement terminée et en 1815, ils décident de se séparer. Augusta vit au palais de Schoenfeld, qui devient un lieu de Salon littéraire et le centre de la romantique Schoenfelder-cercle, qui comprenait Ludwig Hassenpflug, Joseph von Radowitz et les frères Grimm, et Guillaume vit dans une autre résidence avec Émilie von Reichenbach-Lessonitz. Augusta ferme son salon en 1823, et entre 1826 et 1831, elle vit à La Haye, Coblence, Bonn et Fulda. Elle est retournée à Cassel, en 1831. Augusta est considérée comme une peintre habile.

### Mariage et descendance
Le 13 février 1797 à Berlin, Augusta épouse Guillaume II de Hesse-Cassel, l'aîné des fils de Guillaume IX de Hesse. En 1803, le comte est élevé comme l'électeur de Hesse, et le prince Guillaume succède à son père mort en 1821. Plusieurs mois après la mort d'Augusta, Guillaume se remarie à sa maîtresse de longue date Emilie Ortlöpp, comtesse de Reichenbach-Lessonitz, avec qui il a huit enfants.
Ils ont :
1. Guillaume (9 avril 1798 – 25 octobre 1800)
2. Caroline (29 juillet 1799 – 28 novembre 1854)
3. Louise (3 avril 1801 – 28 septembre 1803)
4. Frédéric-Guillaume Ier de Hesse (20 août 1802 – 6 juin 1875) a épousé Gertrude Lehmann.
5. Marie (6 septembre 1804 – 4 janvier 1888), mariée à Bernard II de Saxe-Meiningen.
6. Ferdinand (9 octobre 1806 – 21 novembre 1806)